# Église Saint-Michel-Archange de Mourmansk
L'église Saint-Michel-Archange est l'église catholique de la ville portuaire de Mourmansk, dans le nord de la Russie. Dédiée à l'archange saint Michel, elle dépend de l'archidiocèse de Moscou. Elle a été construite en 2006-2007, rue Dostoïevski.

## Présentation
Une communauté de catholiques a toujours existé à Mourmansk depuis sa fondation à l'époque de Nicolas II. Elle était composée de soldats et d'ouvriers lituaniens ou  polonais et de quelques familles d'artisans et d'ingénieurs de ces nationalités. En 1916, il y avait déjà quatre cents catholiques à Mourmansk et ils demandèrent l'autorisation de construire une chapelle, puisqu'ils ne se réunissaient que dans des maisons privées. Elle leur fut accordée, mais à cause de la révolution de 1917 et de la guerre civile russe, elle ne fut jamais construite et ensuite l'expression des religions fut réprimée dans toute l'URSS. C'est en juin 1991, que la communauté paroissiale de Mourmansk demanda son enregistrement. Elle était visitée épisodiquement par un prêtre venu de Saint-Pétersbourg. La communauté est suffisamment importante ensuite pour que l'archevêque lui donne la possibilité d'avoir un prêtre permanent dès l'an 2000 qui doit aussi s'occuper d'autres communautés environnantes, dans l'oblast de Mourmansk.
Le premier curé, Juan Emilio Sarmiento, missionnaire clarétin, sollicite en 2001 l'autorisation des autorités locales pour la construction d'une église. Elle lui est accordée en novembre 2004. La construction débute en juin 2006 et l'église est consacrée le 11 novembre 2007, en présence du nonce apostolique, Mgr Antonio Mennini, mais le culte ne débute qu'en 2010 à cause de difficultés techniques. La paroisse est desservie en 2017 par un deuxième clarétin, succédant au père Sarmiento.
L'église de briques est fort simple à nef unique sans transept avec un haut clocher sur le pignon au-dessus du porche à l'arc en plein cintre et de hautes verrières et rappelle dans une interprétation moderne l'architecture des églises des bords de la Baltique.